# Escudo del Ecuador
El Escudo de la República del Ecuador fue adaptado oficialmente por el Congreso el 31 de octubre de 1900, logrando su implementación en la presidencia del general Eloy Alfaro Delgado, el 7 de noviembre del mismo año. Días después, el 5 de diciembre, el decreto se publicó en el Registro Oficial. Diversas fuentes, entre ellas, el folleto didáctico : "Los símbolos patrios", publicado por la Fundación Símbolos Patrios, con sede en Guayaquil, así como el libro "La bandera de la República del Ecuador 1830-2007" de autoría de Eduardo Estrada Guzmán, señalan que el diseño artístico del escudo actual pertenece a Pedro Pablo Traversari, afianzándose hasta que en 1916 fue aprobado por el Ministerio de Instrucción Pública.

## Descripción del escudo
Es un escudo de forma ovalada. En la parte superior del interior aparece representado el Sol de Mayo, en el centro de una parte del zodiaco en donde se encuentran los signos de Aries, Tauro, Géminis y Cáncer. Estos signos corresponden a los meses históricos de marzo, abril, mayo y junio de 1845, en su orden, tiempo durante el cual duró la lucha entre los revolucionarios liderados por el Gobierno Provisorio instalado en Guayaquil y el Gobierno del general Juan José Flores quien se aferraba al poder.

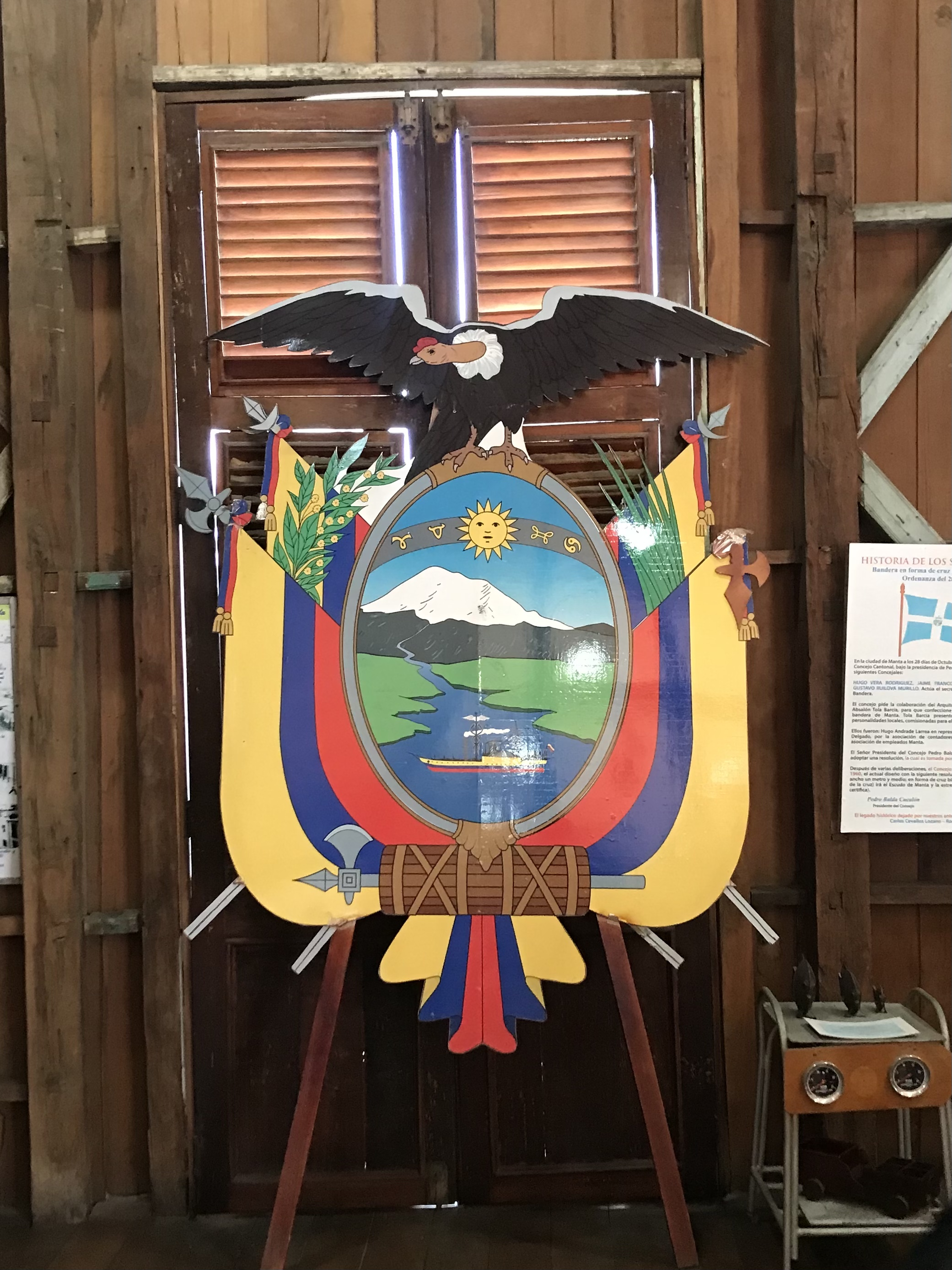

En la parte inferior, cortando el horizonte, el Chimborazo, una de las más altas montañas de los Andes, bajo un cielo azul. De las nieves del Chimborazo nace el río Guayas y este caudal que baja por las tierras fértiles de la costa, simboliza la hermandad de todos los ecuatorianos. 
Un barco a vapor surca la parte ancha del río. Es una alusión al primer barco de vapor construido en la costa del Pacífico, en los astilleros de Guayaquil, en 1841, y tiene por mástil un caduceo, símbolo de la navegación y el comercio.
En el timbre, un Cóndor con las alas desplegadas y levantadas en actitud de vuelo, símbolo de energía y esfuerzo.
El escudo descansa sobre fasces consulares, emblema de la autoridad republicana compuesto por un lío o hacecillo de varas amarrado con una cinta, que envuelve una segur (hacha), que es un hacha grande que formaba parte de una de las fasces de los lictores romanos.
Cuatro banderas nacionales rodean el escudo, dos de ellas en asta de lanza, arma principal usada en las luchas de independencia, y dos en asta de alabarda, que simbolizan la custodia del poder constituido; y, en medio de ellas, asoman dos ramas, una es de palma (a la derecha) y simboliza el martirio de quienes nos dieron la libertad (en esa época se usaba la frase "la palma del martirio"), y otra de laurel (a la izquierda) que simboliza el triunfo y la gloria.
Algunos escudos son dibujados erróneamente con rama de olivo en vez de la de palma o la de laurel. Las ramas de palma y de laurel son las que constan en el decreto del escudo. En la parte superior del Escudo, se yergue el cóndor andino, con sus alas abiertas, simbolizando el poderío, la grandeza y la altivez.

## Historia
El escudo del Ecuador no siempre fue el mismo que actualmente ostenta, pues este ha tenido muchos cambios, detallados a continuación:

### Escudo de 1820-1822
|           |
| 1822-1830 |

El 29 de mayo de 1822, la Provincia Libre de Guayaquil se incorporó a la Gran Colombia, siendo precedido por el departamento de Azuay en la marcha emancipadora de Sucre y Guayaquil el 30 de julio, por lo que se adoptó el escudo colombiano creado por la ley sancionada el 6 de octubre de 1822 por el artículo 1 detalla:

"Se usará en adelante, en lugar de armas, dos cornucopias llenas de deudas y flores de los países fríos, templados y cálidos, y de las fases colombianas, dejen de copiar°, que se compondrán de un hacecillo de lanzas con el seguir atravesado, arcos y flechas cruzados, atados con cinta tricolor en la parte inferior."

### Escudo de 1830
|           |
| 1830-1833 |

Tras la disolución de la Gran Colombia y proclamarse la soberanía e independencia de los tres estados que la integraban, el primer Congreso del Ecuador, en su sesión del 17 de septiembre de 1830, analizó la creación del Escudo de Armas del Estado, mientras se mantenía también el escudo de la República de Colombia, con el afán de mantener la unidad de los estados independizados. La idea de configuración del blasón está atribuida al presidente de la Asamblea, Dr. José Fernández Salvador, quien además sugirió agregar la leyenda El Estado del Ecuador en la República de Colombia, además de un sol sobre las fasces de las Armas de la República.
Estos cambios son aludidos en las actas de la sesión del 21 de septiembre de 1830, después de emitirse la ley por el Congreso, en tanto que el 27 de septiembre de 1830 el presidente de la República del Ecuador, Juan José Flores, sancionó el decreto:

Artículo 1 - "Se usará en adelante de las armas de Colombia, en campo azul celeste con el agregado de un sol en la equinoccial sobre las 2 fasces, y un lema que diga El Ecuador en Colombia."

### Escudo de 1833
El 12 de enero de 1833 se respalda la circulación legal de las monedas acuñadas por la Casa de Quito en aquel año.
Para aquel año se describen las armas de Estado compuestas de dos cerritos que se reúnen por sus faldas, sobre cada uno de ellos aparecerá un águila; y un sol llenará el fondo del plano.
Estas dos montañas corresponden al Panecillo y Rucu Pichincha. José Joaquín de Olmedo critica severamente el diseño
Hasta el 13 de agosto de 1835 el país se denominaba como El Estado del Ecuador en la República de Colombia para cambiar a República del Ecuador en 1835.

### Escudo de 1835
|           |
| 1835-1843 |

En 1835, con el fin de la Gran Colombia, llegó el fin del lema "Estado del Ecuador en la República de Colombia" y pasó a ser simplemente la "República del Ecuador", otra vez se adoptó un escudo sin un decreto específico. En la Convención Constitucional de Ambato se dio un decreto sobre papel sellado el día 10 de agosto, en el cual se dice en su artículo 2.°: 

"En el sello no se pondrán las armas de la república con el lema República del Ecuador..."

Pero no fue sino hasta 1836 que, en un decreto de acuñación de moneda dado el 14 de junio, se describió el Escudo de Armas de la República.
Los signos del zodiaco representaban los meses de la revolución de 1820, desde Leo (julio-agosto) hasta Escorpio (octubre-noviembre). Llevaba 7 estrellas de 5 puntas, representando a las 7 provincias que entonces componían el Ecuador. Los cerros: Los dos de la izquierda del escudo (derecha, visto de frente) representan el Guagua Pichincha, con un cóndor en su cima y el volcán Ruco Pichincha. El cerro de la derecha del escudo (izquierda, visto de frente) es "un risco, sobre él una torre, y sobre esta se colocará otro cóndor, que haga frente al que está sobre el Guagua Pichincha".
Este Escudo tiene la forma simple de un escudo ovalado y no llevaba adornos alrededor.

### Escudo de armas de 1843
|           |
| 1843-1845 |

Bajo la tercera presidencia del General Flores, la Convención Nacional de 1843 dictó el decreto de 18 de junio, cuyo artículo único dice:

“Las armas de la República serán en forma siguiente: El Escudo tendrá una altura dupla a su amplitud; la parte superior será rectangular, y en el interior elíptico. Su campo se dividirá interiormente en tres cuarteles: En el superior se colocará sobre un fondo azul, el sol, sobre una sección del zodiaco:

El cuartel central se dividirá en dos y en el de la derecha sobre fondo de oro: se colocará un libro abierto en forma de tablas, en cuyos dos planos se escribirán los números romanos I, II, III y IV indicantes de los primeros artículos de la constitución; en el de la izquierda sobre fondo verde se colocará un caballo.

En el cuartel inferior que se subdividirá en dos, se colocará en el fondo azul un río, sobre cuyas aguas se representará un barco; y en el de la izquierda sobre fondo de plata se colocará un volcán. En la parte superior del escudo y en lugar de cimera, descansará un cóndor, cuyas alas abiertas se extenderán sobre los dos ángulos. En la orla exterior y en ambas partes laterales se pondrán banderas y trofeos”.

El escudo es enormemente similar al escudo de Nueva Granada de 1834

### Escudo de armas navales de 1845
|           |
| 1845-1860 |

La Convención Nacional reunida en Cuenca y presidida por Pablo Merino Ortega después del triunfo del 6 de marzo de 1845. Dispuso el cambio del escudo por decreto del 6 de noviembre de 1845, la creación de este escudo se sostiene que es del poeta José Joaquín de Olmedo, siendo el cuarto escudo

Un escudo ovalado que contenga interiormente, en la parte superior, el sol con aquellas porciones de la elíptica en que se hallen los signos correspondientes a los meses memorables de marzo, abril, mayo y junio. En la parte inferior, a la derecha, se representará el volcán Chimborazo, del que nacerá un río, y donde aparezca más caudaloso estará un buque a vapor que tenga por mástil un caduceo como símbolo de la navegación y del comercio, que son la fuente de prosperidad del Ecuador.

El escudo reposará sobre un lío de haces consulares, como insignia de la dignidad republicana; será adornado exteriormente con banderas nacionales y ramas de laurel y palma, y coronado por un Cóndor con alas desplegadas, a los lados las banderas bicolores que menciona el decreto son las de azul y blanco colocando siete estrellas y su cóndor

### Escudo de 1900
|               |
| 1900-presente |

Tras finalizar el período marcista en 1860, el entonces presidente Gabriel García Moreno decretó que la bandera fuera la misma de la Gran Colombia. La Convención Nacional de 1861 ratificó el cambio de la bandera sin hacer mención del escudo, por lo que este continuó siendo el mismo de 1845 pero adornado con el tricolor gran colombiano.
Siendo el presidente de la república el general Eloy Alfaro, el Congreso Nacional de 1900 determinó definitivamente los símbolos nacionales. El actual y definitivo escudo de armas fue adoptado el 31 de octubre de 1900, logrando el ejecútese presidencial de Alfaro el 7 de noviembre por lo que dijo "con la única modificación de que se use los tricolores colombianos en lugar de las banderas bicolores".
Por lo que al final se mantuvo el mismo escudo dibujado por Olmedo, pero con el cambio de los colores de las banderas y la dirección de la cabeza del cóndor.